# Phodopus sungorus

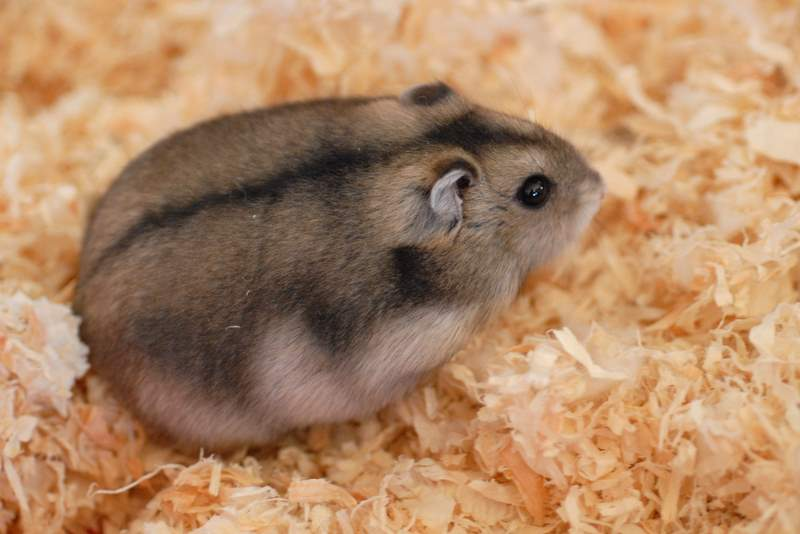
Phodopus sungorus

Hamsterul pitic alb de iarnă (Phodopus sungorus), cunoscut și sub denumirile de hamster pitic rusesc, hamster Djungarian, hamster Dzungarian, hamster pitic dungat, hamster siberian sau hamster pitic siberian, este una dintre cele trei specii de hamster din genul Phodopus. Are o formă rotundă și este, de obicei, de două ori mai mic decât hamsterul sirian, motiv pentru care este încadrat în categoria hamsterilor pitici, împreună cu toate speciile din genul Phodopus. Printre caracteristicile hamsterului alb de iarnă se numără o dungă dorsală groasă, de culoare gri închis, și picioare acoperite cu blană. Pe măsură ce se apropie iarna și zilele devin mai scurte, blana închisă la culoare a hamsterului se transformă aproape complet în alb. În captivitate, această schimbare nu are loc de obicei, deoarece animalele ținute ca animale de companie sunt adesea crescute în interior și expuse la lumină artificială, ceea ce împiedică recunoașterea duratei zilelor scurte de iarnă. În sălbăticie, ei provin din câmpiile de grâu ale Kazahstanului, pajiștile Mongoliei și Siberiei, precum și din pădurile de mesteceni din Manciuria.
Hamsterii pitici albi de iarnă sunt animale de companie comune în Europa și America de Nord și prezintă o varietate mai mare a culorii blănii decât exemplarele din sălbăticie. Se reproduc frecvent—mai des decât hamsterii sirieni—și, neavând un sezon de reproducere fix, pot produce pui pe tot parcursul anului. Puii tineri se comportă adesea agresiv între ei, iar femelele gestante pot manifesta același comportament față de masculi. Hamsterul pitic alb de iarnă este cunoscut ca fiind unul dintre cei mai ușor de îmblânzit dintre hamsteri.

## Denumire
Hamsterul nu are un nume comun universal acceptat, dar denumirile „hamster pitic alb de iarnă” și „hamster pitic rusesc” sunt printre cele mai utilizate. Confuzia apare din cauza asemănării fizice cu hamsterul pitic al lui Campbell; în consecință, termenii hamster Djungarian și hamster pitic rusesc pot face referire atât la hamsterul alb de iarnă, cât și la cel al lui Campbell. Termenul „alb de iarnă” provine din faptul că, în sălbăticie, hamsterul își schimbă culoarea blănii în alb în lunile de iarnă. Această adaptare îl camuflează și reduce riscul de a fi prădat atunci când solul este acoperit cu zăpadă. Hamsterii pitici ai lui Campbell nu își schimbă culoarea blănii iarna și, astfel, nu pot fi numiți corect „albi de iarnă”.

## Taxonomie

Răspândirea lui Phodopus sungorus

Denumirea binară a hamsterului este Phodopus sungorus. Hamsterul a fost descris pentru prima dată de Peter Simon Pallas în anul 1773, ca fiind un „șoarece”. Numele sungorus provine din regiunea geografică Dzungaria. În 1778, Pallas a redenumit hamsterul Mouse songarus. În 1912, Ned Hollister a plasat „Mouse songarus” în genul Phodopus. În 1933, A. I. Argiropulo a stabilit numele prioritar sungorus și a clasificat hamsterul ca subspecie a hamsterului pitic al lui Campbell, cu numele Phodopus sungorus sungorus. În prezent, hamsterii pitici albi de iarnă și cei ai lui Campbell sunt considerați specii separate, hamsterul alb de iarnă fiind cunoscut oficial ca Phodopus sungorus.

## Descriere fizică

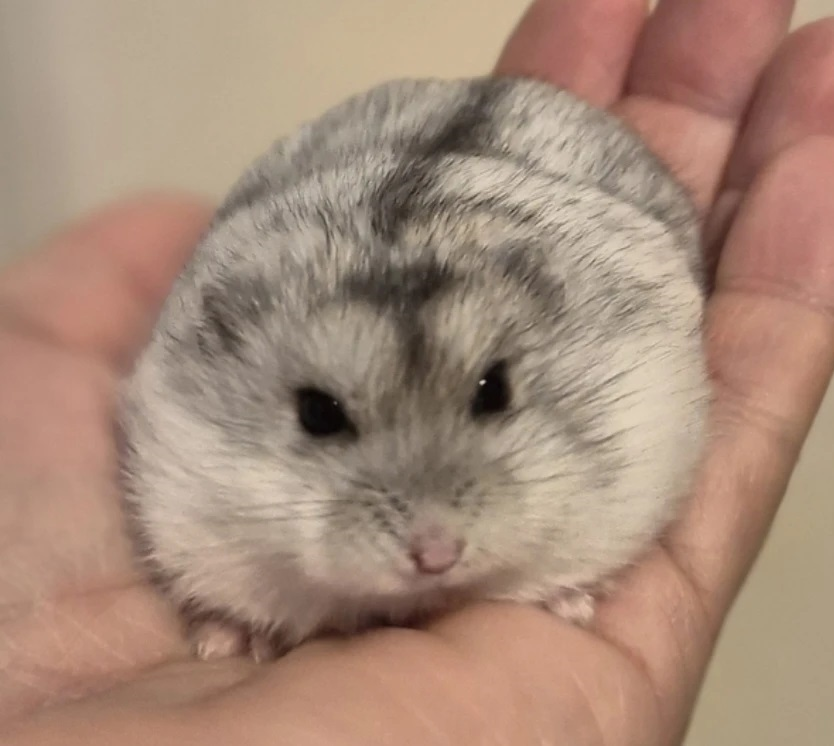
Colorație perlată

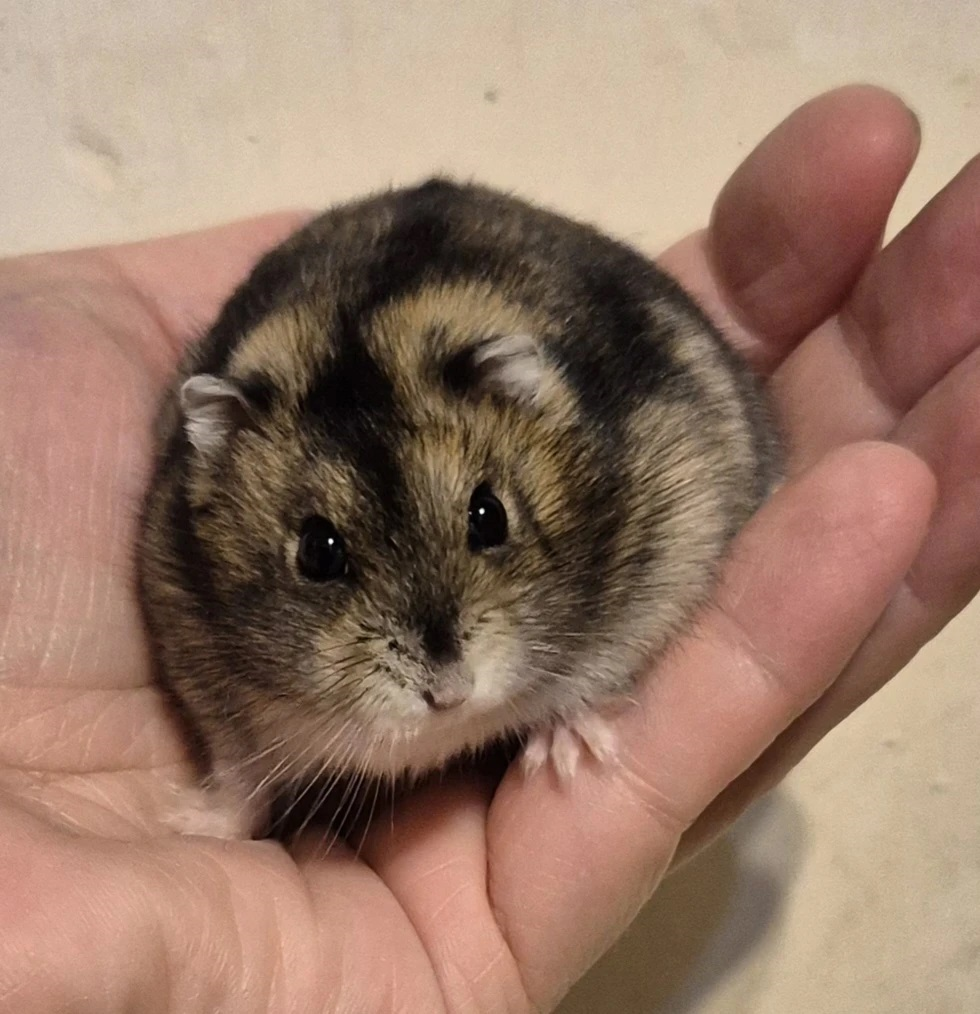
Colorație agouti (culoare naturală)

Blana hamsterului pitic alb de iarnă este mai puțin lânosă decât cea a hamsterului pitic al lui Campbell, și, pe lângă coloritul obișnuit, poate avea variații de culoare precum safir, perlă safir sau perlă normală. Lungimea capului și a corpului este de 70–90 mm, coada măsoară 5–15 mm, iar labele din spate între 11–15 mm. Greutatea corporală variază considerabil pe parcursul anului, fiind cea mai mică în timpul iernii. La masculi, greutatea variază între 19 și 45 de grame (0,67 – 1,59 oz), iar la femele între 19 și 36 de grame (0,67 – 1,27 oz). În captivitate, pot fi puțin mai grei. Speranța medie de viață a hamsterului pitic alb de iarnă este de 1 până la 3 ani, deși unii pot trăi mai mult. În sălbăticie, pot trăi chiar și doar un an.

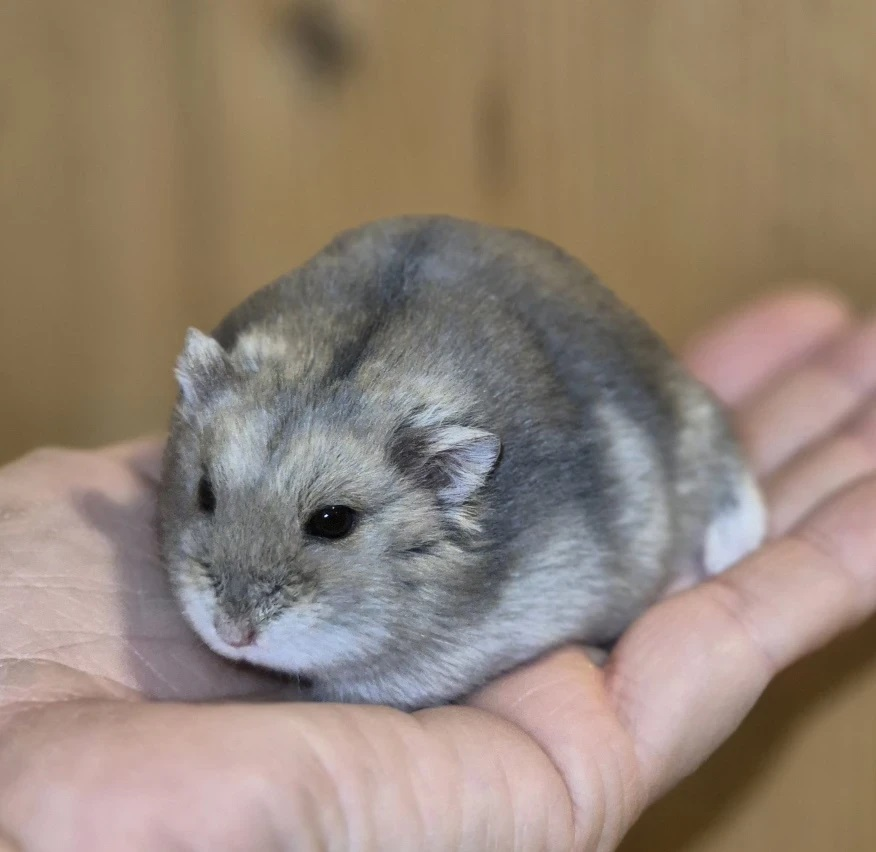
Colorație safir

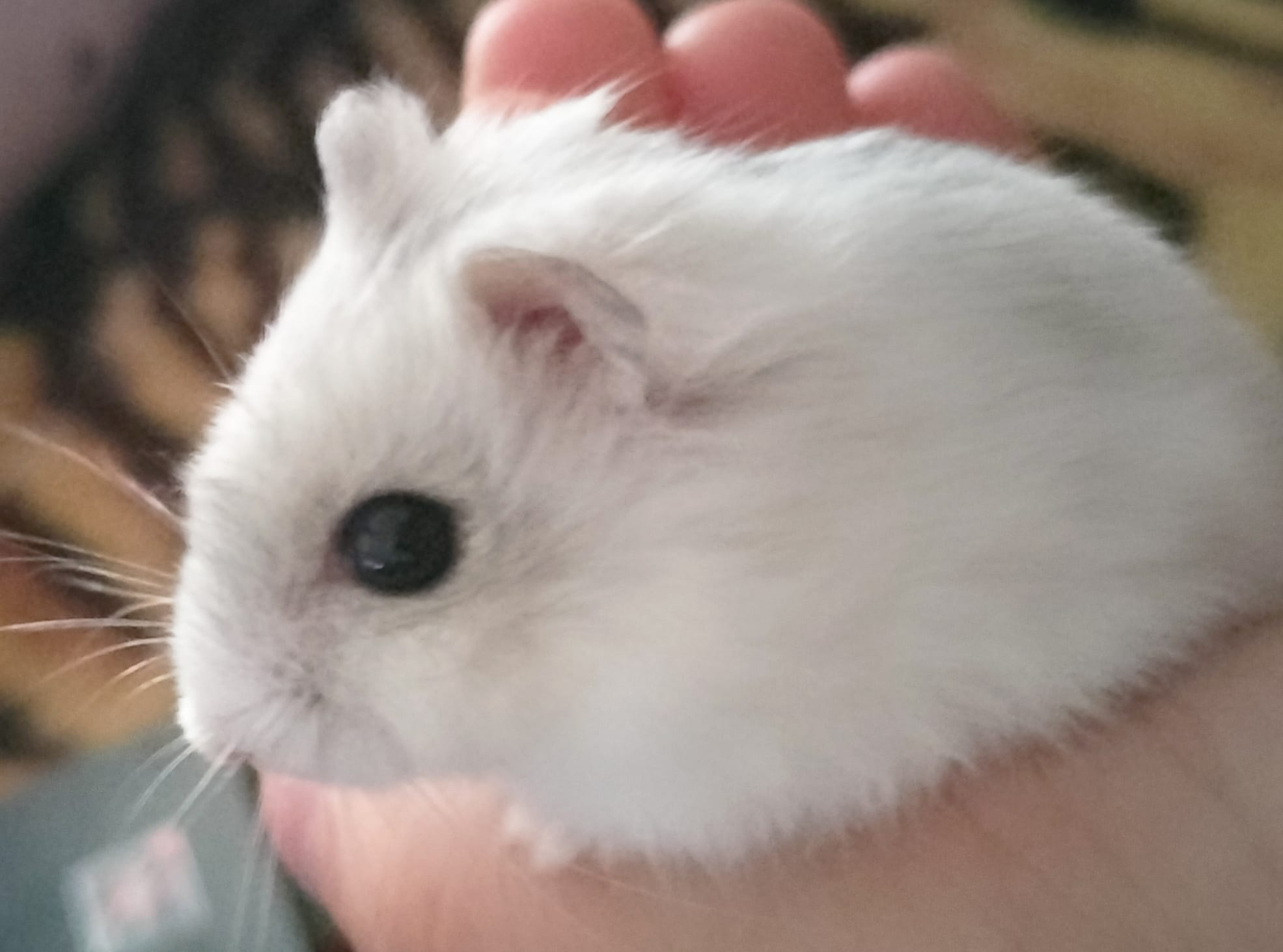
Colorație safir-perlată

În timpul verii, blana de pe spate se schimbă de la gri-cenușiu la maro-închis, sau uneori maro-deschis cu o nuanță subtilă. Fața capătă nuanțe de gri sau maro, iar zona gurii, mustățile și urechile sunt ușor mai deschise la culoare. Marginile urechilor și ale ochilor sunt negre. Restul capului este maro-închis sau negru. De la cap până la coadă se întinde o dungă dorsală negru-maro. Gâtul, burta, coada și membrele sunt albe. Urechile sunt gri cu o nuanță rozalie și fire de păr negre dispersate. Firele de păr de pe partea inferioară sunt complet albe. Blana albă strălucitoare de pe partea inferioară se extinde către umeri, flancuri și șolduri în trei arcade în sus. Aceasta se deosebește de blana mai închisă din partea superioară, deasupra căreia se află trei linii curbate de păr negru-maro.

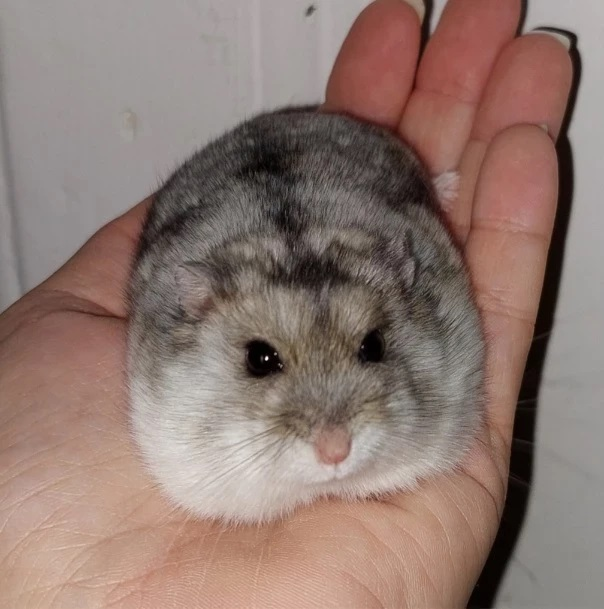
Colorație Merle

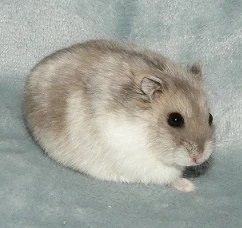
Colorație safir-merle

Pe lângă coloritul tipic, hamsterii pitici albi de iarnă pot fi și în culorile perlă, safir, perlă safir sau marmorat. Alte variații de culoare există, însă se presupune că acestea apar doar din încrucișări hibride cu hamsterul pitic al lui Campbell. Printre aceste culori se numără: mandarin, albastru, argintiu, galben-albastru-bej (yellow blue fawn), cămilă, maro, crem, merle și umbrous.
În timpul iernii, blana devine mai deasă. Uneori, poate avea o nuanță de gri pe cap. Mai mult de 10% dintre hamsterii ținuți în primul lor an de viață dezvoltă blana de vară. În al doilea an, doar câțiva mai trec la blana de iarnă, iar culoarea specifică iernii este mai puțin pronunțată. Năpârlirea către blana de iarnă începe în octombrie sau noiembrie și se finalizează în decembrie, iar blana de vară începe să apară în ianuarie sau februarie și se finalizează în martie sau început de aprilie. Urechile rămân gri cu o nuanță rozalie. Năpârlirea are loc pe cap și pe spate, apoi pe laterale, picioare și partea inferioară. Firele de păr cresc mai lungi vara, ajungând la aproximativ 10 mm.
Pigmentarea blănii este controlată de hormonul prolactină și de genetica culorii. Pentru a declanșa schimbarea către blana de iarnă, lungimea zilei trebuie să fie mai mică de 14 ore, deși este posibil ca hamsterii să detecteze chiar și schimbări direcționale ale fotoperioadei, cum ar fi tranziția de la 16 la 14 ore de lumină, ceea ce a fost demonstrat într-un experiment. Schimbarea către blana de iarnă poate fi declanșată și vara, dacă durata zilelor este scurtă. Revenirea la blana de vară are loc toamna, când durata zilei crește din nou. În captivitate, aceste schimbări încep mai târziu, iar culoarea de iarnă este mai slab exprimată. Ochii hamsterului pitic alb de iarnă sunt negri, cu excepția exemplarelor albino, la care sunt roșii.

## În sălbăticie

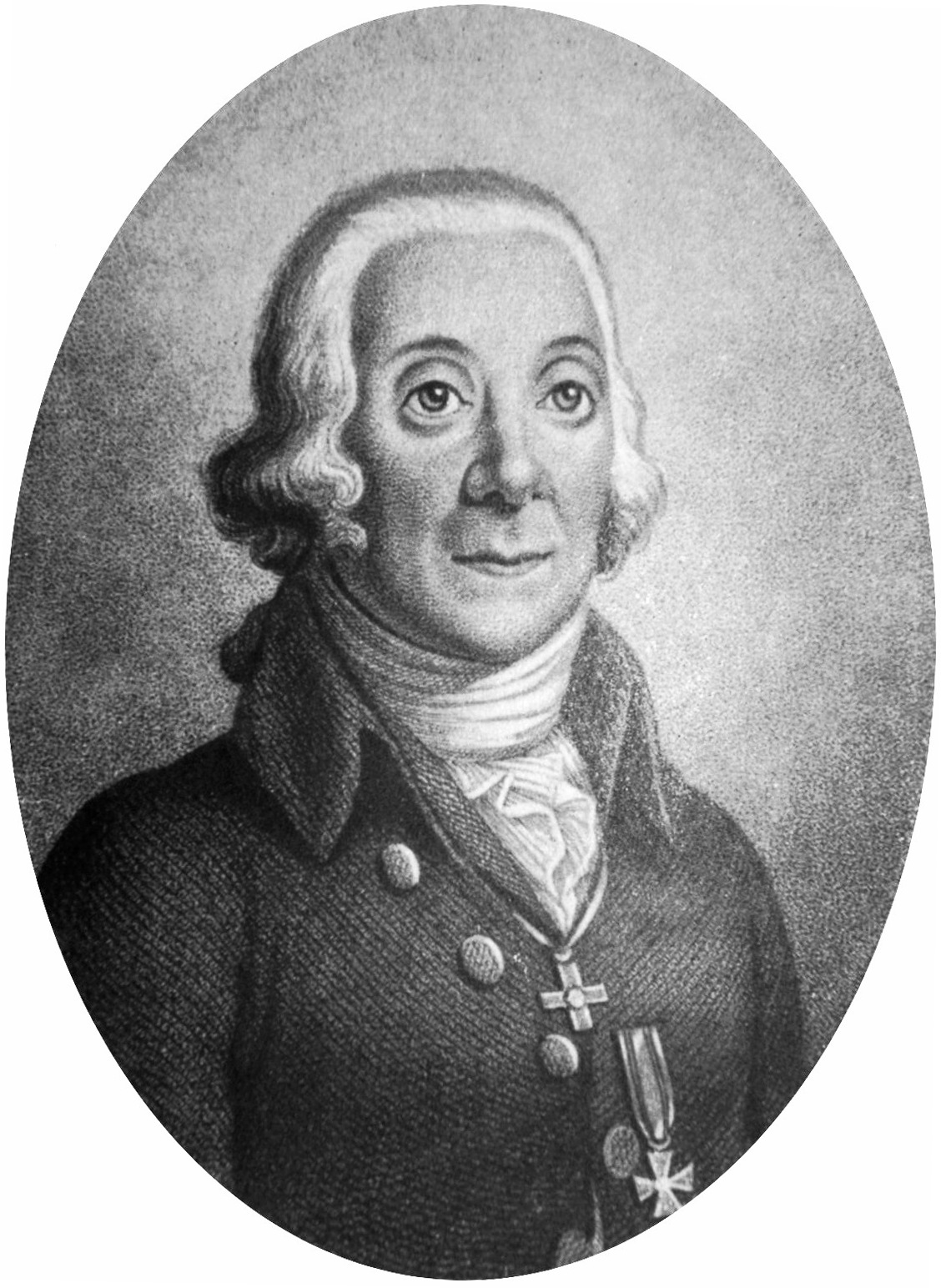
Peter Simon Pallas a numit hamsterul în 1773 drept Mouse sungorus.

În sălbăticie, blana hamsterului își schimbă culoarea iarna. Această adaptare îl ajută să evite prădătorii în stepele acoperite de zăpadă. Hamsterul sapă tuneluri adânci de un metru care duc la vizuini subterane unde poate dormi, crește puii și se ascunde de prădători. Dihorul este unul dintre principalii prădători ai hamsterului. Majoritatea acestor vizuini au șase intrări. Vara, vizuinile sunt căptușite cu mușchi. Pentru a menține căldura iarna, hamsterul închide toate intrările cu excepția uneia și căptușește vizuina cu blană de animal sau lână găsită. Temperatura din interiorul vizuinii este, de obicei, de 16,7 °C. Hamsterii trăiesc uneori și în semideșerturile din Asia Centrală. De asemenea, ei locuiesc în stepe uscate și în câmpuri de grâu sau lucernă, precum și pe suprafețe agricole mici din pădurile regiunii Minusinsk. Blana de pe labele hamsterului protejează picioarele de solul rece în climatele reci din sălbăticie. Densitatea populației variază foarte mult. În 1968, primele patru exemplare de hamster au fost capturate în Siberia de Vest și aduse la Institutul Max Planck din Germania.

## Deținerea ca animal de companie
Hamsterii pitici albi de iarnă sunt adesea întâlniți pe piața de animale de companie din Europa, Japonia și America de Nord Îngrijirea acestui hamster este similară cu cea a celorlalte specii din genul Phodopus.

## Reproducere
Hamsterii pitici albi de iarnă se reproduc mai rapid decât hamsterii sirieni. Cercetările sugerează că există îngrijire biparentală la hamsterii pitici ai lui Campbell (P. campbelli), dar nu și la hamsterii pitici albi de iarnă (P. sungorus). Puii pot manifesta comportament agresiv între ei și, imediat după ce sunt înțărcați, trebuie separați de mamă. Majoritatea hamsterilor pitici ajung la o lungime de 7,5 – 10 cm (3–4 inch). Hamsterii ținuți în interior, care primesc iluminare artificială în timpul toamnei și iernii, tind să se reproducă pe tot parcursul anului, spre deosebire de cei aflați în sălbăticie sau în captivitate sub cicluri naturale de lumină-întuneric, unde reproducerea este limitată la zilele lungi de primăvară și vară.
În perioada de reproducere, hamsterii pot deveni agresivi. După împerechere, femela poate încerca să atace masculul pentru a-și proteja puii. Masculul, de obicei, se ascunde în vizuini sau peșteri pentru a evita mușcăturile puternice ale femelei.Ciclul estral al femelei durează patru zile; la fiecare patru zile, femela poate accepta din nou împerecherea, de regulă după lăsarea întunericului. Dacă masculul și femela nu sunt crescuți împreună de mici, este dificil de determinat dacă femela este dispusă să se împerecheze cu masculul.

### Hibrizi
Dintre cele cinci specii de hamsteri ținute frecvent ca animale de companie, doar hamsterul pitic al lui Campbell și hamsterul pitic alb de iarnă pot forma hibrizi viabili. Deși acești hibrizi pot fi animale de companie potrivite, împerecherea hibrizilor și clonarea pot duce la probleme de sănătate și reproducere. În plus, răspândirea și înmulțirea hibrizilor pot amenința existența speciilor pure și a subspeciilor, ducând la apariția unor populații amestecate. Hibridizarea duce la diminuarea dimensiunii cuiburilor, iar puii pot prezenta probleme congenitale.

## Stare de conservare
Această specie de hamster este clasificată drept „Risc scăzut” (Least Concern) de către Uniunea Internațională pentru Conservarea Naturii (IUCN). Populația este mare și are o distribuție extinsă, iar în prezent nu sunt cunoscute amenințări majore sau larg răspândite pentru specie. Numărul indivizilor din sălbăticie nu este înregistrat.